# Tanztheater
Das moderne Tanztheater in Deutschland bezeichnet eine Kunstform des Tanzes, die sich in der zweiten Hälfte des 20. Jahrhunderts herausbildete. Im Gegensatz zum klassischen Ballett mit seiner hoch stilisierten, traditionellen Bewegungssprache arbeitet das Tanztheater mit experimentellen Bewegungselementen und sucht nach genreübergreifenden neuen Formen für die tänzerische Darstellung. Dabei wird der theatralische Aspekt stark betont.
Vor allem durch Pina Bausch an den Wuppertaler Bühnen wurde das Tanztheater begründet und zur Blüte gebracht. Als weitere Pioniere und Choreografen des Tanztheaters sind Johann Kresnik, Gerhard Bohner, Reinhild Hoffmann seit Ende der 1970er Jahre am Bremer Theater und später am Schauspielhaus Bochum, und Susanne Linke als Leiterin des Folkwang-Tanzstudios in Essen, Tom Schilling, William Forsythe, Saburo Teshigawara und Sasha Waltz und andere zu nennen. Zahlreiche Tanz-Sparten an deutschen Theaterhäusern werden heute von Tanztheaterensembles ausgefüllt.
In den 1980er-Jahren sind neue Aufführungsorte entstanden, die neben den Stadttheatern Tanztheater und Performance unter dem Sammelbegriff Zeitgenössischer Tanz präsentieren. Die Tanzplattform Deutschland ist das Forum für aktuelle Tendenzen im zeitgenössischen Tanz in Deutschland.

## Begriff und Geschichte

### Ursprünge
Das Tanztheater grenzt sich einerseits vom Gesellschaftstanz und andererseits von den Konventionen des Balletts ab.
Als sich um die Mitte des 19. Jahrhunderts das Handlungsballett von der Oper emanzipiert und durch den Spitzentanz eine schwer erreichbare Professionalität durchgesetzt hatte, wurde das einerseits als Fortschritt und andererseits als Erstarrung wahrgenommen. Der Pädagoge François Delsarte gab Impulse für eine neuerliche Zusammenführung der Bühnenkünste in ihren Bewegungs- und Ausdrucksformen. Daraus entwickelten sich Vorformen des Ausdruckstanzes. Sie setzten sich den stark konventionalisierten, aber überaus erfolgreichen und dauerhaften Repertoireballetten wie Giselle (1841) oder Schwanensee (1877) entgegen, die mit Märchenhandlungen eine Überwindung der Schwerkraft und des Alltags propagierten. Auch die Abhängigkeit von einer vorgegebenen Musik wurde als Problem empfunden. Diese Reformbemühungen sind der Ursprung des modernen Tanztheaters. Um 1900 verkündete Isadora Duncan den „Freien Tanz“, frei von allen künstlerischen oder moralischen Regeln.

### Tanztheater vor dem Zweiten Weltkrieg
Wahrscheinlich hat Kurt Jooss, ein Schüler Rudolf von Labans, den Begriff geprägt. Eine historische Herleitung aus einer gemeinsamen Quelle ist weder beim Begriff noch beim Genre des Tanztheaters möglich. Verschiedene Strömungen, die nach dem Zweiten Weltkrieg eine Zeit lang aus dem Mainstream verschwunden waren, haben sich später im Zuge der gesellschaftlichen Entwicklung wieder durchgesetzt und gemeinsam auf neue Formen im Bühnentanz eingewirkt.
Spezifisch deutsch und mit dem erklärten Ziel, die abgehobene Ästhetik des klassischen Balletts und seine zeitlos märchenhaften Fabeln zu verdrängen, war der stark an die Persönlichkeit des jeweiligen Tänzers gebundene Ausdruckstanz gewesen, wie ihn Mary Wigman und Jean Weidt in den 1920er Jahren in Berlin, sowie Gret Palucca in Dresden praktizierten bzw. lehrten.
Eine parallele Bewegung war zeitgleich die Entwicklung des Modern Dance in den USA, der mit anderen Bewegungsmitteln auch die Darstellung des Individuums, der Psyche, des Alltags – damals in einem ungebrochenen Verhältnis zur Gemeinschaft – suchte.
Zunächst war der Ausdruckstanz in seinem „deutschen Charakter“ von den Nationalsozialisten begrüßt und vereinnahmt worden, diese Einschätzung wandelte sich aber, als er – nachdem Rudolf von Laban noch den Schauteil der Olympischen Spiele 1936 choreografiert hatte – nicht mehr von propagandistischem Nutzen war. Als „überfremdet“ und „undeutsch“ verlor der Ausdruckstanz offiziell jede Bedeutung.
Nach dem Zweiten Weltkrieg fanden die ihn ausübenden Tänzer und Choreografen ab 1947 ein Heim in der Berliner Volksbühne bei Jean Weidt und ab 1955 an der Essener Folkwang-Schule. Die Anerkennung durch das Publikum war in Westdeutschland zurückhaltend, weil er als Kunstform zu einer Zeit und Ästhetik zurückführte, von der man sich distanzieren wollte. Diese Entwicklung vollzog sich so nicht in Ostdeutschland, später DDR, da man die Kunstform des Ausdruckstanzes als Aufbruchsignal und als antifaschistisches Symbol empfand und förderte.

### Durchsetzung des Neoklassizismus
Stattdessen gewann der Neoklassizismus an Boden, wie ihn exemplarisch John Cranko ab 1961 mit dem von Nikolas Beriozoff übernommenen exzellenten Stuttgarter Ballettensemble etablierte.
In Westdeutschland dienten US-amerikanische Stile und „antikes“ deutsches Ballett als hauptsächliche Vorbilder. In Ostdeutschland wurde das Vorbild des klassischen russischen Balletts bis Mitte der 50er Jahre stilbestimmend, jedoch von Jean Weidt in Schwerin und von Gret Palucca in Dresden mit gewagten Inszenierungen schnell durchbrochen. Ab 1966 war das moderne Tanztheater von Tom Schilling (an der Komischen Oper Berlin) in der DDR stilbestimmend.

### Die Gegenbewegung der 1960er Jahre
Als in den 1960er-Jahren die Diskrepanz zwischen der gesellschaftlichen Realität und den vom bildungsbürgerlichen Publikum geschätzten wirklichkeitsfernen Ballettdarstellungen auf der Bühne immer größer wurde, regte sich Widerstand bei jungen Choreografen. Sie suchten nach neuen Themen und Ausdrucksformen. So lautete nach eigenen Angaben Johann Kresniks Frage an Balanchine, in dessen Ensemble er mittanzen durfte: „Was mach ich als Achtundzwanzigjähriger auf der Bühne im weißen Trikot, während ich eine Tänzerin von einer Diagonale in die andere schleppe?“ (J. Schmidt, Tanztheater)
Das Sprechtheater hatte in der frühen DDR bereits durch Bertolt Brecht (Berliner Ensemble) und Thomas Langhoff (Deutsches Theater und Volksbühne Berlin) die traditionellen Vorgaben abgelegt. In Westdeutschland vollzog sich dieser Prozess wesentlich später. Junge Regisseure wie Peter Brook oder Peter Zadek hatten sich zu Experiment, Performance und Antiästhetik bekannt. Das Den Haager Nederlands Dans Theater, dessen Choreografen Hans van Manen und Glen Tetley sowohl dem Modern Dance verpflichtet als auch von der Ausdruckstanzästhetik Mary Wigmans beziehungsweise ihrer US-amerikanischen Schülerin Hanya Holm beeinflusst waren, zeigte bereits neue, viel beachtete Wege im Tanz.

### Seit 1968
Wesentliche Impulse gingen von der politisch motivierten 68er-Bewegung aus. 1968 zeigte Johann Kresnik beim Choreografen-Wettbewerb der Kölner Sommertanzakademie Paradies?, eine politische Darstellung, in der ein Mensch an Krücken von Polizisten mit dem Knüppel verprügelt wird, wozu ein Tenor „O Paradies“ singt. Im Januar 1970 kam Pina Bauschs Stück Nachnull auf die Bühne, das sich ebenfalls von der traditionellen Bewegungsästhetik verabschiedete und eine Endzeitstimmung tänzerisch umsetzte.
Gerhard Bohner ging 1972 von der traditionell orientierten Berliner Oper nach Darmstadt und versammelt hervorragende Solisten zu einem Ensemble, das sich Tanztheater nannte. Die alte Ensemblehierarchie wurde aufgegeben, und man versuchte, nach dem Prinzip der Mitbestimmung in der Gruppe zu arbeiten, was sich auf lange Sicht nicht bewährte.
An der Komischen Oper Berlin beauftragte 1966 Walter Felsenstein  den jungen Choreografen Tom Schilling mit dem Aufbau eines modernen Tanztheaters.  Er war besonders mit den abendfüllenden Ballettwerken (nach Vorlagen von Bernd Köllinger) sehr erfolgreich und prägte das Tanztheater in der DDR.
Kresnik ging nach Bremen und machte dort choreografisches Theater, Bausch etablierte sich 1973 in Wuppertal und trat von dort ihren zunächst mühsamen Weg an. Die Folkwang-Schule unter Leitung von Kurt Jooss und das Folkwang-Tanzstudio wurden zur neuen Ausbildungs- und Aufführungsstätte für solide moderne Tanztechnik, die Klassik und Modern zu einem vielseitig einsetzbaren Handwerkszeug vereinte. Aus dieser Schule gingen Reinhild Hoffmann und Susanne Linke hervor.

### Weitere Entwicklung
Das deutsche Tanztheater hat weltweit Ansehen und Einfluss auf das choreografische Schaffen erlangt. Die Pioniere der ersten Stunde haben viele Nachfolger gefunden, die Tanztheater auf ihre Weise interpretieren und sich inzwischen von den großen Vorbildern gelöst haben. Von einer einheitlichen Definition kann daher heute noch weniger als zu seiner Blütezeit ausgegangen werden. Pina Bausch selbst hatte inzwischen wieder zu einer stärkeren Betonung des Tanzes gefunden, ebenso Susanne Linke, die nie so stark auf andere Mittel gesetzt hatte. Reinhild Hoffmann inszeniert inzwischen auch Opern. Die Berlinerin Arila Siegert brilliert als Tänzerin, Choreografin und Opernregisseurin. Das Werk Die sieben Todsünden (1987) mit Peter Konwitschny zur Musik von Kurt Weill setzte neue Akzente im deutschen Tanztheater. Choreograf Tom Schilling hat sich nach Dauerquerelen mit dem Berliner Senat 1992 in den Ruhestand begeben.
Andere Choreografen wie William Forsythe bewegen sich ständig im Grenzbereich zwischen Ballett, Modern Dance und Tanztheater. Gleiches gilt auch für Gaetano Posterino, der über seine eigenen Choreografien hinaus als künstlerischer Leiter am Theater Reutlingen von 2004 bis 2011 die Reihe Internationales Tanztheater I–XI aufgebaut und etabliert hat. Joachim Schlömer, der an der Folkwang-Hochschule studierte, 1991 das Ulmer Tanztheater übernahm und jetzt die Zusammenarbeit zwischen der freien Szene und institutionellem Theaterbetrieb fördert, möchte mit dem Etikett „Tanztheater“ gar nicht mehr belegt werden, weil die Kategorie seiner Ansicht nach inzwischen eine einengende Schublade darstellt. Die Leipziger Choreografin Heike Hennig hat mit ihrem Tanztheater der Generationen die Grenzen des zeitgenössischen Tanzes ausgelotet und mit ihrer Tanzoper Rituale dem Musiktheater neue Dimensionen eröffnet.

## Ästhetische Prinzipien
Gemeinsamkeiten der Tanztheater-Choreografien bestehen zunächst einmal in der Ablehnung der ballettüblichen Ästhetik. Was gezeigt wird, muss nicht schön sein. Eine durchgehende Geschichte ist eher selten, oft werden montageartig aneinander gereihte Szenen gezeigt, die zu einem speziellen Thema zusammengestellt werden. Die Musik – oder eine andere akustische Begleitung wie Geräusche – muss auch nicht „aus einem Guss“ sein, sondern richtet sich nach dem jeweils Dargestellten. Sie wird meist nicht von einem Orchester gespielt, sondern kommt als Kompilation vom Band.
Tanz ist nicht das einzige Ausdrucksmittel, es können Sprache, Gesang und Pantomime eingesetzt werden. Der Stilisierungsgrad der Bewegungen ist unterschiedlich, es werden oft Alltagsgesten verwendet. Bei der eingesetzten Körpersprache können alle Formen des Tanzes und der Bewegung verwendet werden.
Die erzählten Geschichten sind meist neu. Sie beleuchten den Menschen in der Zeit und der Gesellschaft. Das Individuum in seinem Austausch mit anderen, der Alltag, Gefühle, Situationen sind wichtig. Dabei werden oft Versatzstücke aus bekannten Geschichten, Archetypen und Mythen in die neuen Handlungsabläufe eingebaut und neu interpretiert. Humor und Satire können eine wichtige Rolle spielen.
Die Tänzer sind Persönlichkeiten, die mit ihrem Charakter und ihren Eigenarten auf der Bühne stehen und nicht physisch perfekt sein müssen. Ausdruck und Intensität sind entscheidend. Dabei wird auch die alte Balletthierarchie aufgegeben: Die Aufteilung in Solisten und Ensemble existiert nicht mehr. Stattdessen werden Charakterdarstellungen geschaffen, die alle gleichwertig nebeneinander stellen.

## Institutionen und Ensembles
Tanztheater nennen sich folgende Kompanien oder Betriebe:
- Tanztheater Wuppertal Pina Bausch
- Tanztheater Bremen
- TanzTheaterMünchen
- Tanztheater International
- Tanztheater Homunculus
- Tanztheater Erfurt